# 大阪公立大学工業高等専門学校
大阪公立大学工業高等専門学校（おおさかこうりつだいがく こうぎょうこうとうせんもんがっこう、英称:Osaka  Metropolitan University College of Technology）は、大阪府寝屋川市幸町に所在する公立高等専門学校。略称は大阪公立大高専、公大高専（旧称の時代には府大高専、府立高専と略しており、現在でも使われることがある）。
「大阪高専」と呼ばれないのは、かつて同じ寝屋川市に私立の大阪工業高等専門学校（摂南大学の前身、1962年 - 1979年）があったためである。

## 概要
大阪府立大学工業短期大学部を前身として、1963年に設置された。
2011年4月に大阪府から公立大学法人大阪府立大学 に移管された。同法人は2019年4月に公立大学法人大阪市立大学と統合し、公立大学法人大阪が新たに発足した。

## 沿革
＜主な出典：＞
- 1962年（昭和37年）12月24日 - 大阪府立高等専門学校条例第43号が交付、寝屋川市秦（現・幸町）に大阪府立工業高等専門学校（機械工学科・電気工学科）の設置が決定
- 1962年（昭和37年）9月8日 - 大阪府立大学工業短期大学部が左藤大阪府知事に対し、高専設置の構想とこれに対する府当局の意向を確認する旨の決議をしたとする要望書を提出
- 1962年（昭和37年）12月25日 - 機械工学科・電気工学科の設置が認可
- 1963年（昭和38年）2月1日 - 昭和38年教委規則第2号により大阪府立高等専門学校条例が施行
- 1963年（昭和38年）2月17日 - 第一回入学学力検査を実施。試験は府立の北野、大手前、高津、天王寺および三国丘高校で実施され、機械工学科、電気工学科共に定員のおよそ13倍の出願があった。
- 1963年（昭和38年）3月15日 - 開校記念式
- 1963年（昭和38年）3月31日 - 仮設実験室、図書館完成
- 1963年（昭和38年）4月1日 - 第1回入学式。初代校長柴林穂就任（前大阪府立大学工業短期大学部長）。当時は3学期制だった。（現在は前期、後期の2学期制）
- 1963年（昭和38年）12月25日 - 工業化学科・土木工学科の増設が認可される
- 1964年（昭和39年）1月14日 - 校章および襟章を制定。校章は教職員、襟章は機械工学科1年の学生による作品が採用された。
- 1964年（昭和39年）3月31日 - 教養棟完成
- 1964年（昭和39年）8月15日 - 学生新聞「府立こうせん」創刊
- 1965年（昭和40年）2月28日 - 専門棟1・工場棟1･2完成。総工費2億6000万円
- 1965年（昭和40年）6月 - 全学生、教職員による投票によって校旗を制定
- 1966年（昭和41年）2月28日 - 専門棟2完成。総工費2億280万円
- 1968年（昭和43年）3月20日 - 管理棟完成。総工費1億830万円
- 1968年（昭和43年）3月22日 - 第1回卒業式。会場は土木実験室
- 1968年（昭和43年）3月28日 - 仮武道場完成
- 1969年（昭和44年）2月14日 - 体育館完成
- 1969年（昭和44年）4月1日 - 第2代校長伏崎弥三郎就任
- 1969年（昭和44年）10月20日〜25日 - 喫煙処分に端を発し、学則および学生細則の改革を要求する学生総会が開かれる。この結果学校側が学生細則の検討を約束した。このため、この年の体育祭は中止
- 1970年（昭和45年）2月10日 - 食堂完成
- 1970年（昭和45年）6月23日 - 安保条約の自動延長に反対する学生が学内ストを実施し、授業中止となるクラスが多発する
- 1970年（昭和45年）7月 - 広報誌「学校だより」創刊
- 1971年（昭和46年）2月10日 - 武道館完成
- 1972年（昭和47年）4月1日 - 2学期制となる
- 1973年（昭和48年）7月1日 - 電算機（富士通F230-25）を導入
- 1974年（昭和49年）9月24日 - 全学生、教職員による投票によって校歌を制定。歌詞は国語科教員によるもの
- 1975年（昭和50年）3月28日 - アスファルト実験棟完成
- 1975年（昭和50年）9月21日 - 初めて府立工業高校からの編入学試験を実施。機械科、電気科、土木科へ合わせて33人が編入
- 1976年（昭和51年）11月24日 - 汚水処理施設完成
- 1977年（昭和52年）3月15日 - 工場棟No.3完成
- 1979年（昭和54年）4月1日 - 第3代校長松岡健次就任
- 1980年（昭和55年）5月19日 - 守衛室完成
- 1981年（昭和56年）7月8日 - 体育シャワー室完成
- 1981年（昭和56年）8月31日 - 図書館完成
- 1982年（昭和57年）7月22日 - 自転車置場完成
- 1984年（昭和59年）10月15日 - 中国大学入試考試制度考察団が視察のため来校
- 1987年（昭和62年）4月1日 - 第4代校長永田良就任
- 1988年（昭和63年）11月19日 - 創立25周年記念式典を挙行
- 1990年（平成2年）4月1日 - 第5代校長斉藤昭三就任
- 1990年（平成2年）12月21日 - システム制御工学科の設置認可、電子情報工学科（旧電気工学科）、建設工学科（旧土木工学科）の学科名称及び機械工学科の定員増認可
- 1993年（平成5年）7月21日 - 共同教育研究センター（地域連携テクノセンター）完成。
- 2011年（平成23年）4月1日 - 大阪府から公立大学法人大阪府立大学へ移管され、大阪府立大学工業高等専門学校に名称変更。
- 2019年（平成31年）4月1日 - 公立大学法人大阪府立大学と公立大学法人大阪市立大学が統合して公立大学法人大阪が発足したのに伴い、同法人が本校の設置者となる。
- 2020年（令和2年）11月20日 - 公立大学法人大阪が大阪府立大学工業高等専門学校の改革案[4]を発表。学校名とコース、カリキュラムの一新や、学生募集の拡大、大学との連携の強化が行われる。
- 2022年（令和4年）4月1日 - 大阪公立大学の開学に伴い、大阪公立大学工業高等専門学校に名称変更。
- 2027年（令和9年）4月 - キャンパスを大阪府堺市にある大阪公立大学中百舌鳥キャンパスへの移転予定[5]。
- 2027年（令和9年）4月 - 女子枠新設

## 設置学科

### 学科（準学士課程）
- 2022年以降入学生から Rカリキュラム（1学科4コース制）
  - 総合工学システム学科
    - エネルギー機械コース「Energy&Mechanics Course」　（通称　Mコース）
    - プロダクトデザインコース「Product Design Course」　（通称　Dコース）
    - エレクトロニクスコース「Electronics Course」　（通称　Eコース）
    - 知能情報コース「Inteligent Information Course」　（通称　Iコース）
- 2011年以降入学生から2021年入学生まで（1学科5コース制）
  - 総合工学システム学科　（通称　R科《Renaissanceより》）
    - 機械システムコース｢Mechanical Systems Course」　（通称　Mコース）
    - メカトロニクスコース「Mechatronics Course」　（通称　Hコース）
    - 電子情報コース「Electronics and Information Course」　（通称　Eコース）
    - 環境物質化学コース「Environmental and Materials Chemistry Course」　（通称　Aコース《応用化学に相当するApplied Chemistryより》）
    - 都市環境コース「Civil Engineering and Environment Course」　（通称　Cコース）
- 2005年以降入学生から2010年入学生まで（1学科6コース制）
  - 総合工学システム学科　（通称　R科）
    - 機械システムコース　（通称　Mコース）
    - システムデザインコース　（通称　Sコース）
    - メカトロニクスコース　（通称　Hコース）
    - 電子情報コース　（通称　Eコース）
    - 物質化学コース　（通称　Aコース）
    - 環境都市システムコース 　（通称　Cコース）
- 2004年入学生まで（5学科制）
  - 機械工学科　（通称　M科）
  - システム制御工学科　（通称　S科）
  - 電子情報工学科　（通称　E科）
  - 工業化学科　（通称　A科）
  - 建設工学科　（通称　C科）

学生の所属はないが、上の学科の他に一般教養科目（国語、外国語、数学、物理など）を担当する一般科目文系（通称 L）、一般科目理系（通称 N）がある。2004年度までは一般教養科（通称　L科）であった。

### 専攻科（学士課程）
2024年度の入学生を最後に募集停止。 大阪公立大学中百舌鳥キャンパス内への移転を踏まえ、 今後は大阪公立大学等への編入学によって対応する。
- 総合工学システム専攻
  - 機械工学コース
  - 電気電子工学コース
  - 応用化学コース
  - 土木工学コース

## 施設
＜出典：＞

### 教養棟
1964年（昭和39年）3月31日完成（第1期工事）。1〜3年生のHR教室と物理・化学・英語研究室、美術室などが置かれている。
1964年〜1981年まで2階に図書室が置かれていた。

### 専門棟1・2
専門棟1：1965年2月28日完成（第2期工事）。完成当初は機械工学科と電気工学科が置かれていた。
専門棟2：1966年2月28日完成（第3期工事）。完成当初は工業化学科と土木工学科が置かれていた。
2025年現在ではこの2棟の区別はなく、単に「専門棟」と総称することが多い。4,5年生のHR教室と各専門科目の教員の研究室、各種実験室、一部の部室が置かれている。第一回卒業式がこの専門棟にかつて存在した土木実験室で行われた。

### 管理棟
1968年3月20日完成（第4期工事）。学務課、保健室、学生主事室、校長室、一般科目の研究室などが置かれている。

### 工場棟1・2・3
工場棟1・2：1965年2月28日完成（第2期工事）。
工場棟3：1977年3月15日完成。
2025年現在ではこの3棟の区別はなく、単に「工場棟」と総称することが多い。実習工場や専門科目の教員の研究室、一部の部室などが置かれている。

### 図書館
1981年8月31日完成。図書閲覧室や書庫、和室、大ホール、ゼミナール室などが置かれている。
建設の経緯
開校当初の図書室はプレハブ小屋であったが、1964年に教養棟が完成したのと同時に同棟へ移転。1970年代に入ると他の高専でも約半数が図書館を建設し、残りの半数についても今後1,2年中に図書館が建設されることと、蔵書数に対して図書室が手狭になったことから、1971年（昭和46年）に府立高専図書館センター委員会が発足し、新図書館の建設を計画した。新図書館には単に図書を保管、閲覧するだけでなく、電算機室、ゼミナール室、視聴覚室などを備えた「図書館センター」としての役割を持たせ、委員会発足時の計画段階では他の国立高専の1.5倍の規模となる予定であった。また図書館報の発行も決定し、翌1972年（昭和47年）12月11日に図書館報の第一号が発行されるなど、新図書館建設の機運は次第に高められていた。そして1980年（昭和55年）4月に新図書館建設費として1億6700万円の初年度予算が承認された。工事は順調に進み、翌1981年（昭和56年）8月中旬ごろより移転準備を開始、8月31日の新図書館完成に合わせて大急ぎで引っ越しをして9月の授業開始に間に合わせた。完成記念式典は9月7日に行われ、校長と図書館長による祝辞とテープカットが行われた。また、在校生向けに新しく導入した視聴覚機器のガイダンスが行われた。

### 共同教育研究センター
1993年7月21日完成。「地域連携テクノセンター」と呼ばれることもある。
CADルームやCAI室、専門科目教員の研究室などが置かれている。

### 体育館・武道館
体育館：1969年2月14日完成（第5期工事）。体育教官室や卓球場などが置かれている。
武道館：1971年2月10日完成（第7期工事）。柔道、剣道、合気道部の活動場所として使われている。

### 時計塔
1964年3月31日完成（第1期工事）。校内のどこからもよく見えるため、この学校のシンボルとなっている。もともとは給水塔として建設されていた。

### 食堂
1969年2月10日完成（第6期工事）。当初は文房具店と食堂が併設されていたが、2025年現在は食堂のみ営業している。注文は食券制で、午前中に行けば弁当の予約が可能。

## 部活動

### 運動部
- 合気道部
- 剣道部
- 硬式野球部
- サッカー部
- 柔道部
- 水泳部
- 卓球部
- テニス部
- ダンス部
- バスケットボール部
- バドミントン部
- 男子バレーボール部
- ハンドボール部
- ラグビー部
- 陸上競技部

### 文化部
- SpaceDesignClub
- 車航空技術研究部
- 現代音楽部
- 茶道部
- 写真部
- 吹奏楽部
- 土に親しむ会(園芸部)
- 美術部
- 福祉科学研究会
- フォークギター部
- プログラミング研究会
- ろぼっと倶楽部

### かつて存在した部活動
- アーチェリー部
- 軟式野球部
- 軟式テニス部
- 空手部
- アマチュア無線部
- サイクリング部
- 模型技術部
- 軽音楽部

## 校歌
```
1．緑なす　生駒山脈
　 仰ぎ見る　この学び舎に
　 集ひたり　若き知性の
　 清らなる　眼をあげて
　 今日もまた　学びに励む
　 その名も大阪府立高専

2．夕月の　光受けつつ
　 語らひし　友と我との
　 五星霜　絆は固く
　 漲れる　闘志を秘めて
　 明日もまた　大地を駆ける
　 その名も大阪府立高専

3．同胞の　生きるこの世の
　 幸多き　未来を求め
　 科学する　血潮は燃えて
　 永久の　理想を胸に
　 雄飛せん　世界の空へ
　 その名も大阪府立高専

[
3
]
```

歌詞は国語科の教員3名によるもので、作曲は音楽の教員が担当した。1965年（昭和40年）に校旗が制定されたのに合わせて校歌も作ろうという動きが起こり、同年5月に学生と教職員より歌詞の募集が行われたが、応募数が少なかったため頓挫。1969年（昭和44年）に国語科の教員が複数の歌詞案を作成し、その中から選ぶ形で再度投票が行われたが、同年10月に発生した学園闘争により再び頓挫。その後学内情勢が落ち着きを見せた1972年（昭和47年）に再び校歌制定の動きが起こり、校歌委員会が発足して今度は学生歌の制定に取り掛かった。しかし、この動きに対して学生がさほど関心を示さず、学友会の働きかけがあったものの学生歌にふさわしいものができなかったため、学生歌とは別に校歌を制定することとなり、1974年（昭和49年）に現在の校歌が制定された。現在は入学式や卒業式などの式典の時のみ歌われる。

## 著名な出身者
- 國村隼（中退）- 俳優
- 秋口ぎぐる（川上亮） - 小説家
- 長田博幸 - 元プロ野球選手・コーチ (日本ハムファイターズ)